# Areatza
Areatza (topònim oficial en euskera, en castellà Villaro) és un municipi de poc més de 1.000 habitants situat a la part meridional de la província de Biscaia, a uns 28 km a l'est de la capital, Bilbao, en ple Parc Natural del Gorbeia. Pertany a la comarca d'Arratia-Nerbion.

## Història

### Fundació i primers segles
Areatza fou fundada el 1338 pel Senyor de Biscaia, don Juan Núñez de Lara, en una zona despoblada que batejà amb el nom de Villa de Haro, en homenatge a la família de la seva dona, María Díaz de Haro.
La vila disposava de només dos carrers, Bekokalea i Goikokalea, en paral·lel al riu Arratia i d'un pont, Zubizarra que permetia passar a gual als traginers amb llana que davallaven de la meseta. Tenia a més, un petit bastiment de muralles que defensava la població i que alhora impedí el creixement de la població durant l'edat mitjana.
La nova vila tenia el propòsit d'afermar una nova ruta comercial que unís la ciutat de Vitòria amb els ports del Cantàbric a través del pas de muntanya de Barazar, sense assolir mai un gran desenvolupament urbanístic, malgrat convertir-se en l'únic punt d'Arratia en què es podien realitzar intercanvis gràcies a un petit mercat setmanal.
A més d'aquest paper comercial i comarcal, bona part de les mercaderies procedents dels ports de Bermeo i Bilbao amb destí Vitòria haurien de travessar la vila, fet que l'abastia regularment de cereals procedents de Castella, facilitant el comerç de la producció local de claus i ferradures, activitat a la qual s'acabarien especialitzant molts areatzarres.
Les característiques físiques d'Areatza, dominada pel massís del Gorbeia, amb forts pendents i manca de terres, feia que poques fossin les zones aptes per l'agricultura. Aquesta sempre fou deficitària i insuficient per garantir les necessitats d'abastiment del mercat local, obligant els habitants a comprar aliments, cereals i d'altres articles a la propera Vitòria.
El caràcter forestal de la major part del territori suposava al marge d'altres utilitats, una disponibilitat de carbó prou considerable. A més, rodejada per dos cursos fluvials, Areatza comptava també amb l'energia hidràulica necessària per al funcionament de la maquinària pròpia de les instal·lacions fèrries. A mig camí entre la Meseta i el litoral cantàbric, Areatza desenvolupà un important mercat en el sector del ferro, especialitzant-se en la fabricació de claus i ferradures durant bona part de l'edat moderna. La mateixa especialització actuà com a Taló d'Aquil·les de la vila, que patia extraordinàriament en qualsevol de les crisis agràries documentades a l'interior castellà un fort increment dels preus, la manca de cereals i la fam, reduint-se la demanda de claus i ferradures.

### Edat Moderna i present
Gràcies al desenvolupament de l'activitat comercial i l'enfortiment del sector ferri durant el segle xvi, Areatza patí una etapa de prosperitat i creixement. La reconstrucció de l'església parroquial, l'edificació de noves cases, la instal·lació de diverses fargues o l'edificació d'un raval més enllà de la porta sud de la muralla (l'actual carrer d'Errukiñe) així ho documenten. Però el paorós incendi de mitjans de segle suposaria un revés en aquest procés expansiu. Les successives onades d'epidèmies i males collites que afectaren el territori castellà influïren negativament en la vida de la vila, afectada per la manca d'aliments.
Durant el set-cents, amb l'expansió general i l'auge del sector del ferro, Areatza sofrí una nova etapa de creixement que es reflectiria en un nou augment de la seva població. Arribaren a la vila nombrosos immigrants, sobretot en les dècades centrals, de 1730 a 1780, des de les zones rurals de la comarca.
Paral·lelament, i sobretot a la segona meitat del segle, els areatzarres augmentarien els recursos disponibles per fer front a l'augment de població. Es construïren fargues, potenciant la ramaderia mitjançant l'establiment d'una fira, i tractant d'augmentar la producció.
En el segle xix, Areatza patiria una altra fase de creixement. Acabada la Guerra de la Independència i fins a finals dels anys vint, els areatzarres visqueren una etapa positiva lligada a l'augment de la producció de cereals. Finalitzada la guerra carlina s'emprengué la construcció de la carretera Bilbao-Vitòria per Arratia i d'un mercat setmanal. Amb el temps, i malgrat el sorgiment a la localitat de noves indústries, Areatza quedaria al marge de l'important procés industrialitzador que patiren d'altres regions de Biscaia i al marge del fort creixement demogràfic que acompanyava a la industrialització, perdent població a favor d'aquells nuclis que funcionaven com a pols d'atracció.
De 1950 a 1960 Areatza patiria el que potser és el creixement demogràfic més important de la seva història, a conseqüència bàsicament de la construcció dels embassaments del pantà del Zadorra i les seves connexions annexes cap a Biscaia, amb la consegüent arribada de treballadors immigrants. Malgrat això, la crisi econòmica dels anys 1970 portaria a un nou retrocés demogràfic, retrocés que s'ha mantingut fins a l'actualitat.

#### El tramvia de l'Arratia
Quan a Biscaia no existia el metro, circulaven pel territori nombroses línies de tramvies que comunicaven el centre de Bilbao amb barris i pobles perifèrics.
El tramvia més famós de tots era el que partint de la plaça del Teatre Arriaga es dirigia a Lemona, punt d'on es bifurcava per una part cap a Durango i per altre fins a Zeanuri.
En un primer moment, es pensà la construcció d'un tramvia a vapor, però per Real Orden del 22 de febrer de 1900 es modificà el projecte original i es decidí la construcció d'un tramvia elèctric, per evitar el pas de petites locomotores de vapor pels principals carrers de les localitats travessades.
El 7 de desembre de 1902 entrava en servei el tramvia de Bilbao a Durango i Arratia, donant servei a viatgers i mercaderies, amb un ample de via d'1,365 m, mesura poc utilitzada en el món.
Des de bon principi, el tramvia d'Arratia establí competència amb la Compañía del Ferrocarril Central de Vizacaya, que des de 1882 unia l'estació d'Atxuri amb Durango. Ambdues empreses establiren a partir de 1903 una guerra de tarifes, que motivà greuges econòmics a les companyies i que acabà amb la compra del tramvia d'Arratia per la companyia.
Finalitzada la guerra civil comença una lenta agonia iniciada amb la supressió del tram Amorebieta-Durango, seguida d'altres com el de Lemoa-Amorebieta i Bilbao-Lemoa. Finalment el 1964 se suprimia el darrer tram entre l'estació dels Ferrocarriles Vascongados a Lemoa i Zeanuri. Les cotxeres foren reutilitzades fins fa pocs anys pels autobusos que el substituïren. Dels tramvies no en quedà ni rastre als ser desballestats poc després de la seva jubilació.

## Patrimoni

### Arquitectura

#### Arquitectura civil
- Nucli urbà : declarat com a Bé d'Interès Cultural amb la categoria de Conjunt Monumental el 1996 (BOVP de 10 de juny). Respon a la tipologia habitual de les viles medievals, amb dos carrers llargs i paral·lels (Bekokalea i Goikokalea) tallats de forma transversal pels xamfrans de Zubizarra i Ilargi. La xarxa urbana acollia unes illes de cases regulars, dividides en parcel·les gòtiques sobre les que s'erigien les cases de la vila, de les que s'ha conservat la nº7 de Bekokalea, de finals del segle xv.
- Ajuntament : construcció del segle xix d'estil neoclàssic, obra de Luis de Bengoechea. Edifici apaïsat amb ampla façana cap a la plaça d'Aska. La planta inferior està porticada amb onze arcs de mig punt.
- Palau Gortazar (o del Riscal) : l'edifici més noble i aristocràtic de la vila. La planta inferior correspon a finals del segle xvi i les superiors, de maó, són del primer terç del XVII. Les pintures heràldiques que adornen la part frontal són de 1735 aproximadament.
- Plaça d'Aska : dominada per la Font de l'Aska o Font de la carxofa, com se la coneix popularment. La font data de 1851 i posteriorment se la rodejà amb l'aska, abeurador pel ramat, és obra de Martín de Saracibar. La silueta s'ha convertit en la imatge més representativa de la vila.
- Torre de Leguizamón : derribada al construir-se les piscines municipals. Era de planta quadrada, d'onze metres de costat, vuit d'alçada i murs d'un metre de gruix. La porta, amb forma d'ogiva, s'obria a la façana est i tenia espitlleres en tots els seus fronts.

#### Arquitectura religiosa
- Església de San Bartolomé : edificada a mitjans del segle xiv i ampliada l'any 1513, és d'estil ogival, amb una sola nau amb capçalera rectangular marcada en planta i dues capelles d'inferior altura. La torre, de traçada irregular, es completà el 1722 i posteriorment fou reformada. Compte amb una porta d'accés lateral on es registra una inscripció de l'any 1344
- Convent de Santa Isabel : convent regit per la regla de Santa Clara. Situat al marge dret del riu Arratia i davant del pont de Zubizarra. La seva primera fundació tingué lloc dins la vila, es creu que anteriorment a 1560. Del convent edificat el 1643 se'n conserva a l'actualitat part de la façana sobre la porteria. La resta de l'edifici fou derribat el 1892 i reconstruït en estil neoclàssic cap a 1894. Compte amb un òrgan que data de 1626.
- Ermita de Santo Tomás : construïda el 1787, s'hi celebra el 21 de desembre de casa any, l'Eucaristia.
- Ermita de la Pietat : ubicada en el carrer amb el mateix nom, davant de la Residencia Bolibar i en el trajecte cap al passeig de Karpo.

### Festes
- Festes de San Bartolomé : les festes patronals d'Areatza en honor de San Bartolomé se celebren el 24 d'agost. Comencen la vigília, el 23 d'agost, i s'allarguen fins al diumenge de la setmana següent. Poden allargar-se fins a dues setmanes, depenent de l'any en curs. Destaca el darrer dissabte de festes en què se celebra una desfilada de carrosses, acompanyada per una Danborrada, a càrrec de la companyia Areatzako Danborrada, i els focs artificials, que tanquen les celebracions.
- Festes de San Ignacio : és tradició pujar el 31 de juliol al Gorbeia. Abans o després de pujar al cim, es pot oÏr missa a Pagomakurre, a l'ermita dedicada a Nostra Senyora de la Pau. És costum entre els joves pujar 2 o 3 dies i acampar fins al 31 de juliol. És l'únic dia que es permet acampar a Pagomakurre.
- Festes de Karpo i Santa Cruz : Karpo és un barri d'Areatza, situat als afores del poble limitant amb Zeanuri. Aquesta festa se celebra el primer cap de setmana de maig. Antigament, en aquesta festa se celebraven lluites de cabrits, costum avui en dia desapareguda. Coincidint amb aquesta data se celebren alhora les festes de Santa Cruz. L'ermita dedicada a aquesta verge està situada sota del barri d'Ellakuria, malgrat l'ermita pertany al terme municipal de Zeanuri.
- Festival de Música : la vila sempre ha comptat amb una forta tradició musical. Des de l'any 2000 la Diputació Foral de Biscaia ha decidit incloure Areatza en el cicle de Festivals de Música d'Estiu que s'organitzen sota el seu patrocini i amb la col·laboració de l'Ajuntament.
- Dia de l'Arbre : l'Ajuntament d'Areatza duu més de 25 anys celebrant el dia. És costum pujar a la muntanya i plantar arbres autòctons cedits per la Diputació Foral de Biscaia. És una jornada dedicada als nens, on són els protagonistes.

### Esports
- La pilota ha comptat sempre amb una història a Areatza, fruit de la qual és l'existència d'una escola per la formación de nous pilotaris sota la presidència de José Luís Madariaga.

### Gastronomia
- Guardias Civiles : Mena de biscuit que s'elabora amb ous, sucre, farina i mantega, utilitzant motllos de forma triangular, a imatge del tricorni de la Guàrdia Civil espanyola.

### Parc Natural del Gorbeia
Espai protegit situat entre les províncies d'Àlaba i Biscaia. És el Parc natural més gran del País Basc amb una superfície de 20.000 ha. Abarca els municipis d'Areatza, Artea, Orozco, Zeanuri i Zeberio a Biscaia, i Zigoitia, Zuia i Urkabustaiz a Àlaba.
Fou declarat Parc natural mitjançant Decret del Govern Basc el 21 de juny de 1994, amb la finalitat de protegir el seu patrimoni natural, afavorir el desenvolupament rural i fomentar el seu coneixement i gaudi.
Agafa el seu nom del cim més alt, el Gorbeia, de 1.482 metres d'altitud. D'altres cims significatius són la Peña Aldamin, de 1.373 m, i les Peñas de Itxina.

#### Parketxea
A la plaça del Gudari d'Areatza es troba el Centre d'Interpretació del Parc Natural de Gorbeia.
El centre consta de tres plantes, cadascuna relacionada amb un interval altitudinal en l'ascensió fins a la creu:
- Planta baixa (0-500 m.). El subsòl i la zona baixa: rius i riberes, la força de l'aigua, poblacions, terrenys de pastura...
- Primera planta (500-1000 m.). El domini del bosc i els seus habitants. Explotacions forestals, formacions geològiques...
- Segona planta (1000-1481 m.). Les roques i les seves capcioses formes, les coves i la prada de muntanya que ens porten fins a la creu.

A més dels programes didàctics amb centres escolars i d'altres col·lectius, des del mateix centre es desenvolupen les següents activitats:
- Visites guiades a l'exposició : totes les persones i grups que visiten el Parketxea tenen la possibilitat de realitzar visites amb les persones encarregades de l'equipament.
- Rutes guiades : partint sempre de la visita al Parketxea, es realitzen rutes turístiques de dia per l'entorn del Parc, incloent visites a altres museus de la zona, oficis tradicionals, restauració, etc.
- Itineraris ambientals : recorreguts concrets per diferents espais del Parc Natural : Ojo de Atxalaur i Superlegor, Arraba i Kargaleku, Saldropo i pas d'Atxuri, etc.

## Areatzarres cèlebres
- Pedro Antonio Añibarro (1748-1830) : frare franciscà, amant de l'euskera. Escrigué llibres de gramàtica i un diccionari. Fou model d'escriptors, publicant obres com Escu liburua, eta berean eguneango cristiñau cereguiñac, (1802). Després de la seva mort es publicaren obres com Gramática Bascongada para el uso y alivio de Párrocos y Predicadores Bizcaynos, Guipuzcoanos y Navarros, on s'expliquen les formes verbals èuscars, o Voces Bascongadas Diferenciales de Bizcaya, Guipúzcoa y Navarra, sobre els diferents dialectes del País Basc.
- José Maria Arregi (1879) : pianista, compositor i professor franciscà.
- Alberto Ayesta Gorostegi (1907-1983) : professor de música i compositor. Des d'agost de 1937 a setembre de 1944 dirigí el cor parroquial i fundà el Centre Cultural Catòlic.
- Saturnino Esparta (1907) : pelotari a pala, retirat el 1941.
- Pedro Uriarte Zamakona (1925) : sociòleg i escriptor jesuïta, fou professor de la Universitat de Deusto, a Bilbao.
- Recaredo Usuabiaga : torero conegut com l'Arratianito.
- Juan María Atutxa (1941) : polític i militant del PNB, fou tinent d'alcalde de Lemona, diputat en el Parlament del País Basc, diputat foral d'agricultura de Biscaia, Conseller d'Interior del Govern Basc i president del Parlament basc. Actualment es troba retirat de la política activa.
- Alfredo Garitaonaindia Atxa (1941) : pelotari, inicià la seva carrera a Durango. El maig de 1969 debutà en el frontó Club Deportivo. Ha jugat en els frontons de Dénia, Durango, Gernika, Barcelona i Daytona.
- Mikel Lejarza, Lobo (1947) : agent del SECED, fou un infiltrat de la policia espanyola dins la banda terrorista ETA durant la dècada de 1970.
- José María Arregui (1879-1955) franciscà i compositor musical.